# Малая Тумна
Малая Тумна — деревня в Балахтинском районе Красноярского края России. Входит в состав Огурского сельсовета.

## География
Деревня расположена в 10 км к востоку от районного центра Балахта.

## Население
| 1989 | 2002 | 2010 |
| ---- | ---- | ---- |
| 238  | ↗253 | ↘225 |

Гендерный состав
По данным Всероссийской переписи населения 2010 года 116 мужчин и 109 женщин из 225 чел.

## Люди, связанные с деревней
В деревне родился Герой Советского Союза Фёдор Катков.